# USS Cavalla (SS-244)

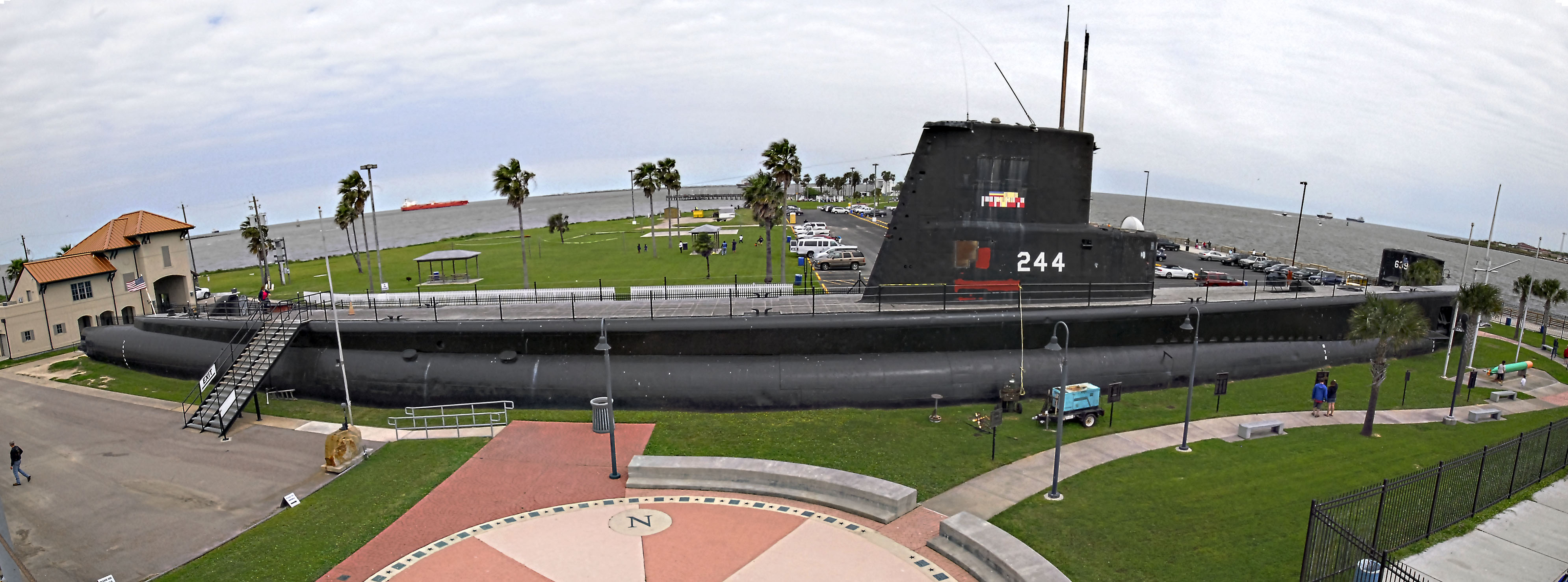
USS Cavalla (SS-244) na terenie Seawolf Park w Galveston

USS Cavalla (SS-244 później SSK-244) – amerykański okręt podwodny typu Gato, pierwszego masowo produkowanego wojennego typu amerykańskich okrętów podwodnych. Wsławił się zatopieniem lotniskowca „Shōkaku” 19 czerwca 1944 podczas bitwy na Morzu Filipińskim. „Shōkaku” był jednym z lotniskowców biorących udział w ataku na Pearl Harbor 7 grudnia 1941.
Przekazany 21 stycznia 1971 jako okręt-muzeum do stałego muzeum okrętów podwodnych w Seawolf Park w Galveston stanu Teksas.